# Прогресс и бедность
Прогресс и бедность: исследование причины промышленных депрессий и возрастания потребностей с увеличением богатства (англ. Progress and Poverty: An Inquiry into the Cause of Industrial Depressions and of Increase of Want with Increase of Wealth, 1879) — книга американского экономиста Генри Джорджа.

## Структура
Книга включает введение, заключение и 10 книг (43 главы)
1. Заработная плата и капитал (5 глав)
2. Население и существование (4 главы)
3. Законы распределения (8 глав)
4. Эффект материального прогресса на распределение богатства (4 главы)
5. Решённая проблема (2 главы)
6. Средство (2 главы)
7. Законность средства (5 глав)
8. Использование средства (4 главы)
9. Эффект средства (4 главы)
10. Закон человеческого прогресса (5 глав).

## Идеи
Земля изначально принадлежит всему человечеству, поэтому возникает социально-этическая проблема: а на основании чего созданное природой богатство эксплуатируется отдельными захватившими её волею судеб субъектами? На каком основании наследники человека, например, захватившего или выменявшего за побрякушки у индейцев триста лет назад земельный участок на острове Манхэттен, получают ныне огромные доходы? Не мог же их предок предполагать, что на этом месте будет в будущем располагаться центр Нью-Йорка? Подобными вопросами задавался автор книги. В результате он предложил установить налог на ренту в стопроцентном размере и сделать этот налог единственным, то есть упразднить все остальные налоги. Землевладельцы, утверждал реформатор, почти не пострадают, так как все равно будут получать процент на вложенный в землю капитал.

## Переводы
На русском языке книга издавалась трижды:
- СПб., 1896 — издание М. М. Ледерле;
- СПб., 1896 — издание Л. Ф. Пантелеева (2-е исправленное изд. — 1906).
- М., 1992 — издание «Генри Джордж Фондейшн» (репринтное воспроизведение издания 1896 г.)